# 26119 Duden
26119 Duden este un asteroid din centura principală de asteroizi.

## Descriere
26119 Duden este un asteroid din centura principală de asteroizi. A fost descoperit pe 7 octombrie 1991 la Tautenburg de Freimut Börngen. El prezintă o orbită caracterizată de o semiaxă mare de 2,41 ua, o excentricitate de 0,23 și o înclinație de 2,1° în raport cu ecliptica.